# Juan Carlos Mendiburu

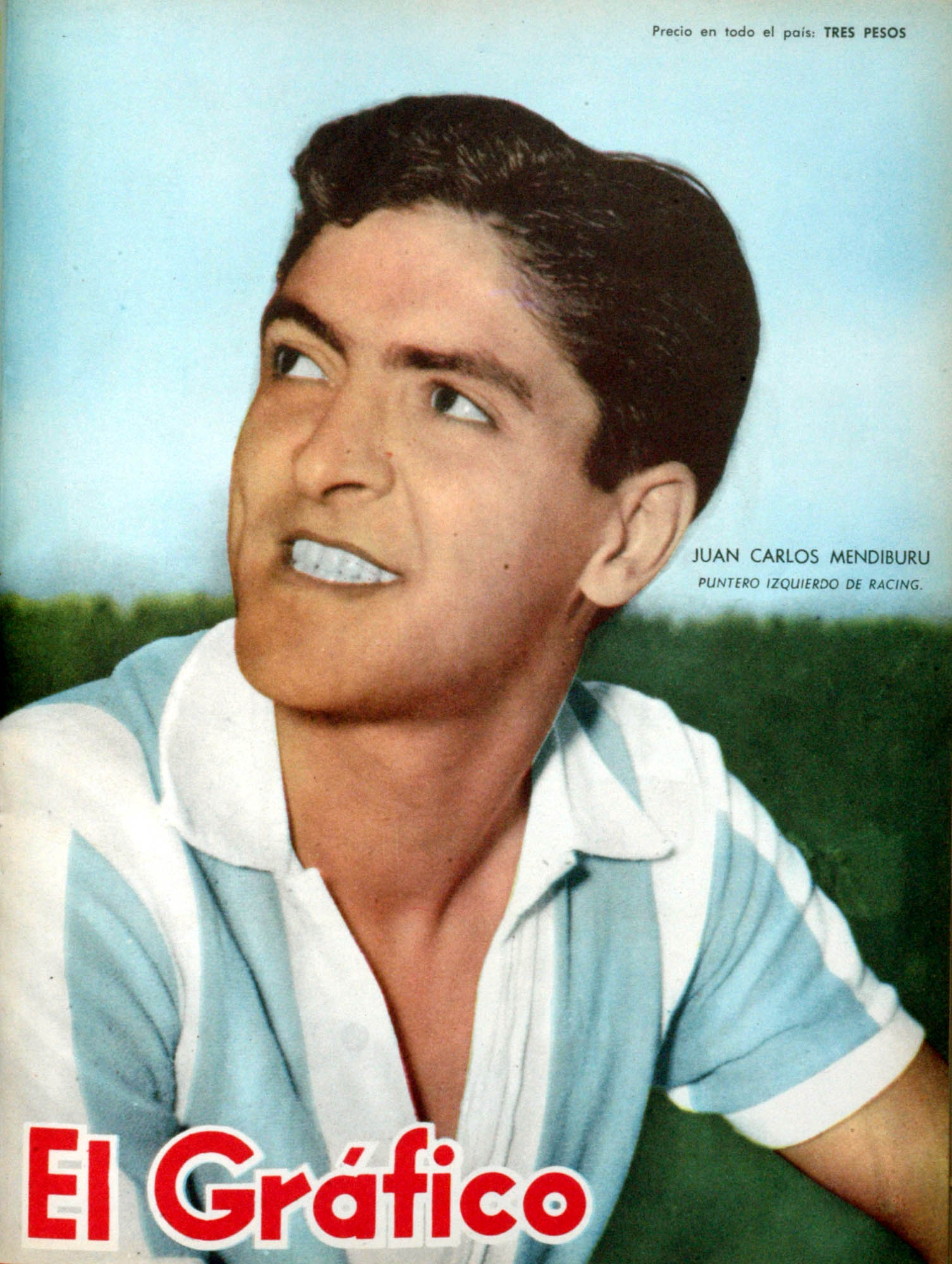
Juan Carlos Mendiburu en la portada de El Gráfico, año 1957

Juan Carlos Mendiburu (11 de julio de 1930, Buenos Aires, Argentina) es un ex futbolista argentino. Jugaba de delantero.

## Biografía
Juan Carlos Mendiburu nació en Buenos Aires, un 11 de julio de 1930. Puntero izquierdo. Jugador formado y surgido de las divisiones inferiores del Club Atlético Vélez Sarsfield, vistió la camiseta del "Fortín" en 66 partidos anotando 24 goles, en el período comprendido por los años 1950 y 1955. Fue partícipe como titular en la obtención del subcampeonato de 1953.
Posee la marca de anotar tres goles en tan sólo once minutos, en lo que significó la máxima goleada histórica de Vélez Sarsfield ante Racing Club por un aplastante 6 a 0 en el Estadio José Amalfitani. 
En 1956 fue dejado libre por Vélez y fue contratado por Racing Club en donde se desempeñó durante dos años. Finalmente recaló en All Boys, disputando el torneo de Primera B.

## Palmarés

#### Campeonatos internacionales
| Título                      | Equipo              | Sede      | Año  |
| --------------------------- | ------------------- | --------- | ---- |
| Oro en Juegos Panamericanos | Selección Argentina | Argentina | 1951 |

- Datos: Q5948446